# Fenchon
Fenchon ist ein bicyclisches Monoterpen-Keton. Natürlich kommt (–)-Fenchon in Fenchelölen vor und ist Bestandteil vieler ätherischer Öle. In Wasser ist es unlöslich, in Ethanol hingegen gut löslich. Es tritt in Form zweier Enantiomere auf.

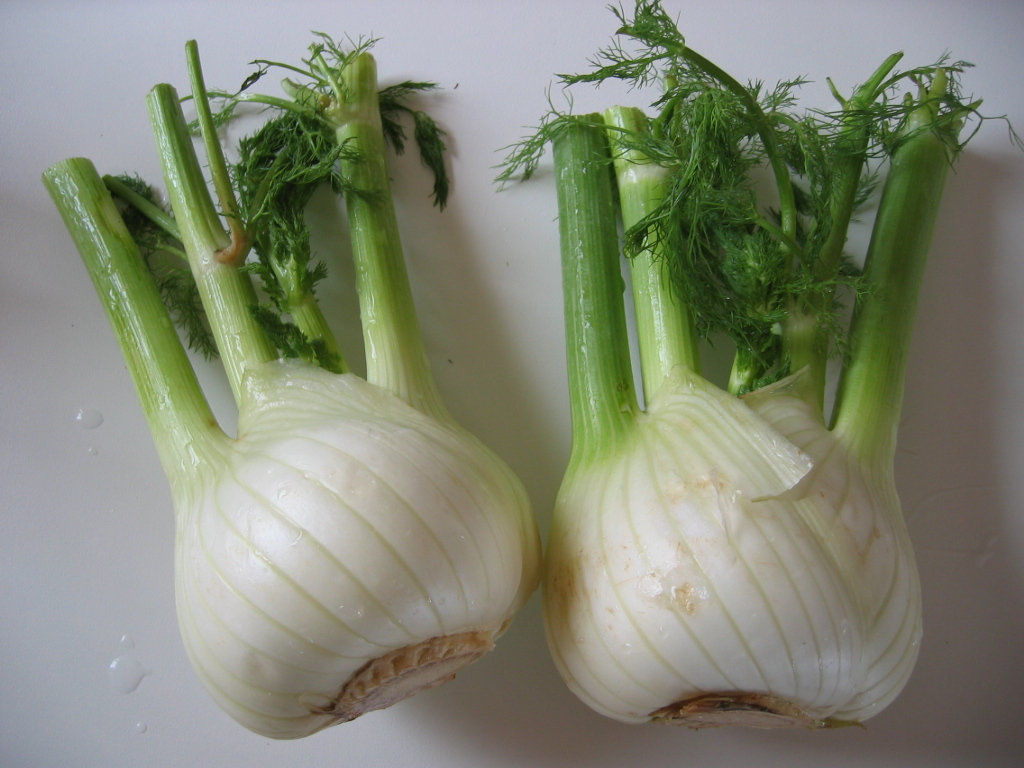
Fenchelknollen – im Fenchel kommt Fenchon natürlich vor

- (–)-Fenchon [Synonym: (1R, 4S)-1,3,3-Trimethylbicyclo[2.2.1]heptan-2-on] erstarrt bei 5 °C und siedet bei etwa 193 °C.
- (+)-Fenchon [Synonym: (1S, 4R)-1,3,3-Trimethylbicyclo[2.2.1]heptan-2-on] erstarrt zwischen 5 und 7 °C.

Die Dichte beträgt für beide Enantiomere 0,95 g·cm−3.
Fenchon  schmeckt bitter und riecht campherartig. Es wirkt wachstumshemmend auf Bakterien und Pilze. In höherer Dosierung wirkt es zentral erregend auf den menschlichen Organismus. In der EU ist D(+)-Fenchon durch die Verordnung (EG) Nr. 1334/2008 (Aromenverordnung) mit der FL-Nummer 07.159 als Aromastoff für Lebensmittel zugelassen.
Durch Reduktion von racemischem Fenchon entstehen Fenchole, die in vier isomeren Formen vorkommen. Die Fenchole besitzen Bedeutung als Komponenten von Parfüms.